# ガラパゴスゾウガメ
ガラパゴスゾウガメは、爬虫綱リクガメ科ナンベイリクガメ属に分類されるカメのうちガラパゴス諸島産の複数種ガラパゴスゾウガメ種群（Chelonoides niger species complex）を指す総称。

## 分布
エクアドル（ガラパゴス諸島）
ガラパゴス諸島はスペイン語で「カメ」を指すgalapagoに由来する。

## 形態
最大甲長135センチメートル。縁甲板の後縁は弱く尖る。全身は灰褐色や暗褐色・黒だが、吻端や顎・喉が黄褐色になる個体もいる。
吻端は突出せず、鼻孔は円形。

## 概要
ナンベイリクガメ属のうちアカアシガメ、キアシガメ、チャコリクガメ以外のカメで構成されている単系統群であり、南アメリカ大陸を起源としている。2015年に遺伝学的解析から新種が確認されるなど、本分類の種の総数は安定していない。IUCNのレッドリストには前述の新種を含めて11種が掲載されているが（#IUCN レッドリスト参照）、この中にも論争のある種が含まれている（#分類群参照）。またイサベラ島の各火山のゾウガメやサンタ・フェ島の学名のつけられていないゾウガメも種や分類群として使用され続けており、これらを含めて全15種類とする場合もある。ピンタゾウガメ、フロレアナゾウガメ、サンタ・フェ島のゾウガメは既に絶滅している。
フェルナンディナゾウガメ は1906年のタイプ標本しか個体の発見例がなく絶滅種とされていたが、2019年に発見された個体が、2021年にフェルナンディゾウガメであったことが確認された。
背甲の形状は鞍型、ドーム型、中間型の3種類に分類される。鞍型の背甲は前方が高く反り返った形状で首を高く伸ばすことができ、また側部はドーム型より低い位置まで覆っている。また背甲の形状によって生息地が異なり、鞍型は比較的乾燥した標高の低い場所に生息し、ドーム型は湿度が高く気温の低い高所に生息する傾向がある。また、鞍型の生息地はドーム型の生息地に比べて乾燥しており食料が少ないがサボテンが多く、食料の違いに適応した結果だと考えられている。
2008年にイサベラ島ウォルフ火山で島の固有種であるベックゾウガメと、絶滅種であるピンタゾウガメおよびフロレアナゾウガメとの種間雑種が発見されている。これらは船員によって本来の生息地から持ち出された個体の子孫だと考えられている。また、年齢の若い個体もいたことから祖先となった純血の個体がいまだ存命である可能性も指摘されている。

## 分類
ガラパゴスゾウガメの分類は長年議論が続いており、ガラパゴスゾウガメを1つの種 Chelonoidis nigra として各島のゾウガメの分類群は亜種とする意見もあったが、2017年現在はほとんどの分類群を亜種ではなく独立した種とみなす説が主流である。
ガラパゴスゾウガメを単一の種とするか複数の種の総称とするか、またどの属に含めるべきかは長年議論が続いていた。1914年、Van Denburghはガラパゴスゾウガメをチチュウカイリクガメ属 Testudo に分類し、標本の産地と背甲の形態の違いによって14種に分けた。1955年にMertensとWermuthはガラパゴスゾウガメの学名を Testudo elephantopus とし、各島の個体群は亜種とした。1957年、LoveridgeとWilliamsはガラパゴスゾウガメを単一種とする点はMertensらと一致していたが、リクガメ属Geochelone (Fitzinger, 1835) を新設し、ガラパゴスゾウガメをこの属の下位のナンベイリクガメ亜属　Chelonoidis (Fitzinger, 1856) に分類して学名を G. elephantopus とした。1980年、Bourは Chelonoidis を亜属から属へと変更し、それに伴いガラパゴスゾウガメの各亜種もそれぞれ独立した種として分類した。これに対し1996年のレビューでピーター・プリチャードが反論したが、2006年にLeとRaxworthyが遺伝子学的にリクガメ属が多系統群になっていると示し　Chelonoidis　は属であるとされた。
ガラパゴス諸島はナスカプレートがホットスポットを越えて東進したことで形成された火山島のため東側の島ほど古い傾向にあり、諸島の中で最も古い島である最東部のサン・クリストバル島とエスパニョラ島は300万年以上前に誕生した。ガラパゴスゾウガメの系統樹および各島に定着した時期は島の形成時期と一貫性がみられる。後述の#系統樹で示すようにガラパゴスゾウガメの系統樹は2つの系統群に分岐しているが、その内1つの系統群はサンクリストバルゾウガメやエスパニョラゾウガメなど諸島東部の比較的古い島のゾウガメのみで構成されている単系統群となっており、約200万年前にサンクリストバル島またはエスパニョラ島からサンタクルス島へ移住したものと推定されている。約70万年前にイサベラ島が形成されるとおそらく最初にシェラ・ネグラ火山にゾウガメが定住し、そこから現在では溶岩で陸続きとなっているアルセド火山、ダーウィン火山、セロアスル火山へと生息域を広げていったものと考えられている。イサベラ島の各火山にゾウガメが移入したのは5-70万年前と比較的最近であり、各火山の分類群は遺伝学的には明確に分離されていない。
以下の分類・英名はTurtle Taxonomy Working Group(2017)に、和名は安川(2012)に従う。
† Chelonoides abingdoni (Günther, 1877)　ピンタゾウガメ Abingdon Island giant tortoise（絶滅種）
Chelonoides duncanensis (Prichard, 1996) ピンソンゾウガメ Pinzón giant Tortoise, Duncan Island giant tortoise
ピンソン島（ダンカン島）。サンタ・クルズ島に移入。
最大甲長84センチメートル。背甲は扁平ではない鞍型（中間型とされたこともある）。
以前はChelonoides ephippiumとされていたが、模式標本が本種ではなくピンタゾウガメの可能性が高いとして学名が変更された。
食用の狩猟や標本用の採集により激減した。人為的に移入されたクマネズミによる孵化直後の幼体の捕食によっても激減し、野生下絶滅したとみなされたこともあった。エルニーニョ現象によるサボテン類への影響も懸念され、1982 - 1983年および1997 - 1998年の大規模なエルニーニョ現象では大量死を引き起こした例もある。ダーウィン研究所とガラパゴス国立公園管理局により卵を飼育下で孵化させ、生後4 - 5年の個体を再導入する試みが進められている。具体的な時期は1965年に飼育下繁殖させる試みが、1970年代からは再導入が進められるようになった。1980年代以降はクマネズミが減少し、自然下での繁殖にも成功している。2012年にはネズミ類の根絶に成功したとされる。2017年現在生息数は増加傾向にある。1990年代後半には、絶滅したと考えられていた野生個体が確認された。1970年代初頭の個体数は100 - 200頭、2004年における個体数はサンタ・クルス島の個体も含めて486頭と推定されている。
VULNERABLE (IUCN Red List Ver. 3.1 (2001))

Chelonoidis vicina (Günther, 1875) セロアスールゾウガメ Cerro Azul giant tortoise, Iguana Cove giant tortoise
イサベラ島南西部のセロアスール火山北側および西側。
背甲は中間型。
セロアスール火山の東側にも分布するギュンターゾウガメC. guntheriとは分布が隣接し、近年に火山の噴火によって不完全な障壁ができたが、両種が混在していると考えられたりどちらか不明な個体群もある。形態やミトコンドリアDNAの分子系統推定から、ギュンターゾウガメ、ウスカワゾウガメC. microphyes、バンデルブルグゾウガメC. vandenburghiを本種に含める説もある。
ノイヌやノネコ・クマネズミなどによる人為的に移入された動物による捕食により生息数は減少した。1989年以降は火山の噴火による生息地の破壊・死亡および怪我による影響も懸念されている。ノイヌは駆除が実施され、ノネコやクマネズミなどによる影響は大きくないとみなされている。1974年における生息数は400 - 600頭と推定されている。
ENDANGERED (IUCN Red List Ver. 2.3 (1994))

| 和名 学名 （シノニム）                                                                  | 画像 | 分布                              | 保全状況                                                | 背甲     | 解説 |
| --------------------------------------------------------------------------------------- | ---- | --------------------------------- | ------------------------------------------------------- | -------- | --- |
| ベックゾウガメ Chelonoidis becki (Rothschild, 1901)                                     |      | イサベラ島北部ウォルフ火山        | 5.VULNERABLE (IUCN Red List Ver. 3.1 (2001))            | 中間型   | 同じ島の中南部に生息しているセロアスルゾウガメ C. vicina とその亜種よりもサンチャゴ島のサンサルバドルゾウガメ C. darwini の方が遺伝子的に近縁。イサベラ島の他のゾウガメや別の島の固有種であるピンタゾウガメ C. abingdonii、フロレアナゾウガメ C. niger、エスパニョラゾウガメ C. hoodensis との種間雑種が確認されている。中間型の背甲であるサンサルバドルゾウガメと近縁であることから本来の背甲の形状は中間型だと考えられているが、ドーム型と鞍型の個体も確認されており、他の島の固有種との交雑が原因の可能性が指摘されている。推定25000頭から1970年代初期には1000-2000頭まで減少したが、2010年代初期の資料では最低2000頭、推定7000-8000頭まで回復している。 |
| サンクリストバルゾウガメ Chelonoidis chathamensis (van Denburgh, 1907)                  |      | サン・クリストバル島              | 4.ENDANGERED (IUCN Red List Ver. 3.1 (2001))            | 鞍型     | サン・クリストバル島のゾウガメ。この島では南西部、中央部、東部にゾウガメが生息しているが、1996年にピーター・プリチャードが島の東部のゾウガメ個体群はまだ命名されていない亜種だとして C. chathamensis から除外するなど、島の東部の個体群は本種に含めるべきか定まっていない。かつては推定24000頭が生息していたとされるが、1933年頃までに島の南西部では根絶され、1970年代初期には推定500-700頭まで激減していた。だが、ヤギの個体数が比較的少なかったなど他の島に比べて外来種による影響が小さく、2005年に最低1170頭、2016年には推定6700頭まで回復した。この島では1970年代に野犬が根絶されたが、野生化したブタはまだ残っており、またブラックベリーやランタナが本種の移動を阻害しているなど、外来種の影響が残っている。 |
| サンサルバドルゾウガメ Chelonoidis darwini (van Denburgh, 1907)                         |      | サンチャゴ島 （サンサルバドル島） | 3.CRITICALLY ENDANGERED (IUCN Red List Ver. 3.1 (2001)) | 中間型   | 推定24000頭が生息していたとされているが、1970年代初期には推定500-700頭まで激減していた。サンタ・クルス島のトータス・センターではサンチャゴ島で生まれた卵を回収して孵化させ4-5歳まで飼育してから野生に返すという保護計画が行われており、2016年時点で累計1000頭以上が島に返されている。かつて人間が持ち込み本種が激減する一因となったヤギはこの島では2003年に根絶されたものの、その代わりにブラックベリーなどの外来植物が島に広がっており、外来種の影響は排除できていない。 |
| Chelonoidis donfaustoi Poulakakis, Edwards & Caccone, 2015                              |      | サンタクルス島東部セロ・ファタル  | 3.CRITICALLY ENDANGERED (IUCN Red List Ver. 3.1 (2001)) | ドーム型 | 2015年に提唱された新種だが、2017年時点で既にレッドリストでも独立した種として扱われている。以前はサンタクルス島のゾウガメは1つの種サンタクルスゾウガメ C. poeteri として扱われていたが、島の東部の「セロ・ファタル」に生息しているゾウガメは独立した新種 C. donfaustoi とされサンタクルスゾウガメ C. poeteri は島の西部「レセルバ」のゾウガメのみを意味するようになった。かつては推定13500頭が生息していたとされるが19世紀に激減した。2016年現在では推定400頭で生息数は増加傾向にあり、ガラパゴス国立公園のトータス・センターでも97頭が飼育されている。 |

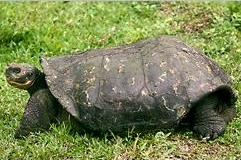
ギュンターゾウガメ　Chelonoidis guentheri

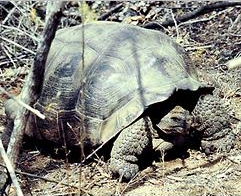
ウスカワゾウガメ　Chelonoidis microphyes

| エスパニョラゾウガメ Chelonoidis hoodensis (van Denburgh, 1907)                         |      | エスパニョラ島 （フッド島）       | 3.CRITICALLY ENDANGERED (IUCN Red List Ver. 3.1 (2001)) | 鞍型     | 再導入計画で最も優れた成果を出した種の1つ。本種は1960年代までに推定生息数2400頭から14頭まで激減した。後にサンディエゴ動物園で1頭発見されて（#ディエゴ参照）1977年にガラパゴスに戻されたものの、1960年代時点では本種の成体はオス3頭メス12頭の計15頭のみだった。だが、サンタ・クルス島のトータス・センターでこの15頭を対象とした繁殖計画が実施されて1975年から累計1875頭が野生に返され、その結果2007年時点で推定生息数は770–864頭まで回復した。導入した個体の約半数が生存しており、2007年時点で24％が島で生まれた個体であることから保護計画は成功したと考えられている。また、固有種のゾウガメが絶滅したサンタ・フェ島にも最も近縁な種であることから生態系回復を目的に導入されている。 |
| フロレアナゾウガメ Chelonoidis niger (Quoy & Gaimard, 1824) (C. nigre, C. elephantopus) |      | フロレアナ島                      | 1.EXTINCT (IUCN Red List Ver. 3.1 (2001))               | 鞍型     | 19世紀半ばに絶滅した種であり、最後に本種の存在が確認されたのは1831年から1837年の間だった。ただし、種間雑種は2017年現在でも生存していることが確認されており、飼育されているガラパゴスゾウガメの中には本種の遺伝子が8割を占める個体が存在する。また、イサベラ島のウォルフ火山ではベックゾウガメ C. becki との交雑種が生息していることが確認されている。2015年からこの種間雑種を繁殖させてフロレアナ島に返すことで島の生態系を回復させようという計画が進められている。2014年の論文で属名が男性形であることから種小名も属名に合わせて末尾を変更するべきだと提唱され、学名がC. nigra からC. niger へと変更された。C. elephantopus を使用している文献もあるが、この名称は2009年のTTWGで疑問名とされておりレッドリストでは使用非推奨となっている。 |
| フェルナンディナゾウガメ Chelonoidis phantasticus van Denburgh, 1907                    |      | フェルナンディナ島                | 3.CRITICALLY ENDANGERED (IUCN Red List Ver. 3.1 (2001)) | 鞍型     | 本種だと判別できる唯一のタイプ標本（左画像）は1906年にカリフォルニア科学アカデミーのRollo Beckが生きている大きなオスの個体を発見して採集したものであるが、 2019年に自然保護活動家らによって発見・保護された。1964年の調査ではいくつかの糞とサボテンについた真新しい噛み傷が発見されたが、その地域は後に溶岩に覆われてしまっている。2013年の調査では糞らしきもの1つといくつかの足跡が見つかっており、絶滅していると断言できないことからレッドリストでは既知の個体数50頭以下としてCR Dに分類されているが、レッドリストを含め多数の資料で絶滅種、もしくはおそらく絶滅しているであろう種として記載されている。生息地のほとんどは溶岩に覆われており、溶岩流が個体数減少もしくは絶滅の原因になったものと考えられている。鞍型の種だが、遺伝子的にはフェルナンディナ島から離れたサンタ・クルス島に生息しているドーム型のサンタクルスゾウガメに近く、1個体しか確認されていないこともあり本種を疑問視する意見もある。 |
| サンタクルスゾウガメ Chelonoidis porteri (Rothschild, 1903)                             |      | サンタ・クルス島西部              | 3.CRITICALLY ENDANGERED (IUCN Red List Ver. 3.1 (2001)) | ドーム型 | かつては島東部の個体群も本種に含められていたが2015年の論文で独立した種 C. donfaustoi であるとされ、サンタクルスゾウガメは島西部に生息しているゾウガメのみを意味するようになった。島の北西部にもごく小さな個体群が生息しているが、こちらは遺伝子学的にピンソンゾウガメと区別できないことから人為的に移入されたものだと考えられている。かつては推定約35000頭が生息していたが1970年代には推定2000-3000頭まで減少し1996年のレッドリストではENに分類された。ただし、ENと評価されていたのは東部の個体群もサンタクルスゾウガメに含められていた頃のものであり、2010年の生息数が推定3400頭と増加傾向にはあるものの2017年時点での分類はCRに下がっている。また、カメの移動経路がフェンスや道路で寸断されていることなどが懸念されており、カメと自動車との事故も発生している。島の西部に新たな道路の開通を要望する意見もあり、本種の生息数に大きな悪影響を及ぼす可能性がある。                                           |

- イサベラ島中南部
かつてはイサベラ島中南部の各火山を生息地とする分類群としてベックゾウガメ C. becki 及びセロアスルゾウガメ C. vicina とは同等に扱われていたが、1996年にピーター・プリチャード（英語版）によってセロアスルゾウガメ C. vicina　の下位分類とされ、イサベラ島に生息する種はベックゾウガメ C. becki とセロアスルゾウガメ C. vicina の2種とする意見がある[32]。#系統樹でも示したように、この3つはセロアスルゾウガメと遺伝子的に明確に分けることができない[21]。
  1. ギュンターゾウガメ　Chelonoidis guntheri　(Baur, 1889)
シェラ・ネグラ火山（英語版）に生息している[33]。イサベラ島で最初にゾウガメが生息するようになったのは島最大の火山であるシェラ・ネグラ火山だと考えられており、アルセド火山、ダーウィン火山、セロアスル火山が出現しこれらの火山がつながってイサベラ島が形成されるのに伴い他の火山へと移住していったのだと推測されている[21]。
  2. ウスカワゾウガメ　Chelonoidis microphyes (Günther, 1875)
ダーウィン火山に生息している[33]。
  3. バンデルバーグゾウガメ　Chelonoidis vandenburghi (DeSola, 1930)
イサベラ島アルセド火山（英語版）に生息しており、2004年のガラパゴス国立公園の資料では5000-10000頭[33]とガラパゴスゾウガメの中で最も多い[34]。その反面、遺伝的多様性には乏しく、約9割が同じ母系祖先をもつことが確認されている[34]。アルセド火山はガラパゴス諸島で唯一爆発的な噴火を起こす火山であり、約10万年前の噴火で大きな被害を受けたのが遺伝的多様性が小さい原因ではないかと推測されている[34]。
- サンタ・フェ島のゾウガメ（学名なし）
1800年代半ばに絶滅した。本種が占めていた生態的地位を埋めるため、遺伝子学的・形態学的に最も近いエスパニョラゾウガメ　C. hoodensis が約400頭サンタ・フェ島に導入されている[30]。
- ラビダゾウガメ　Chelonoidis wallacei　Rothschild, 1902
タイプ標本の産地が執筆者によって異なっており、ロスチャイルドは「チャタム島（サン・クリストバル島）？」、Van Denburghはジャーヴィス島（ラビダ島）（英語版）としている。遺伝子学的解析の結果からイサベラ島に生息しているセロアスルゾウガメ C. vicina の疑問名、シノニムだと考えられている[25]。

## 生態
開けた草原や有刺植物からなる藪地・Scalesia属からなる森林・サボテンや低木が散在する荒地・火山の斜面など様々な環境に生息する。低地の乾燥地と高地の水場を往復する種もいて、これにより踏み固めた「道」を作ることもある。
植物食で、草本や低木・サボテンを含む多肉植物の葉、果実、花などを主に食べるが、シダ植物、コケ植物、地衣類などを食べることもある。
繁殖様式は卵生。繁殖期になるとオスは他のオスに対して体当たりや頭突きをして追い払う。オスは交尾の際に唸り声のような呼吸音をあげることもある。6 - 12月に1回に3 - 26個の卵を年に1 - 4回に分けて産む。卵は100 - 200日で孵化し、1 - 3月に孵化することが多い。孵化後も幼体は卵黄を消費しつつ地中に留まり、気温が低くなり降雨があると地表に現れる。
不確実な長寿記録としてオーストラリア動物園で2006年に死亡した個体の170年（推定年齢175歳）という飼育記録がある（ハリエット）。ハリエット（当初は大型であるためオスと考えられハリーとされていた）はJohn Clements Wickhamがブリスベン植物園（ブリスベン植物園での飼育開始時の記録は失われている）に寄贈したとされる個体で、WickhamにCharles Darwinが3頭のガラパゴスゾウガメを譲渡したことを示唆する文章があるとされる。1994年に地方新聞への投稿から調査が進められ、記録に空白期間があるもののハリエットが1835年にDarwinによって捕獲された可能性が考えられるようになった。一方でハリエットは形態からサンクリストバルゾウガメだと考えられていたが、ミトコンドリアDNAの分子解析からCharles Darwinが寄港していないサンタクルス島に分布するサンタクルスゾウガメC. porteri（後に2種に分割）とする解析結果が得られたため、Darwinに由来する個体ではないとする説もある。

## 人間との関わり

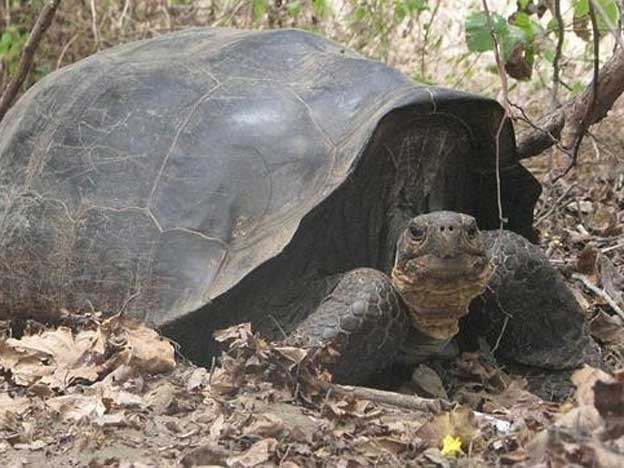
ベックゾウガメには絶滅したフロレアナゾウガメとの間の雑種が確認されており、フロレアナ種の再現育種と脱絶滅と再野生化のために用いられている。

1835年にチャールズ・ダーウィンがガラパゴス諸島に滞在した際にガラパゴスゾウガメの背甲の形態が島によって異なることに気づき、ダーウィンが後に提唱した自然選択説においてこの発見が重要な役割をしていたとされる。17世紀から19世紀にかけて捕鯨船の船乗りなどにより乱獲されており、特にピンタ島、エスパニョラ島、サン・クリストバル島といった諸島外縁部の寄港しやすい位置にある島のゾウガメは被害が大きかったが、逆に標高の高い火山のある島ではほとんど被害がなかった。
1535年にガラパゴス諸島が発見されて以来、その生態系は人間の活動による悪影響を受けており、生態系を回復させるため外来種の根絶や絶滅危惧種とされた在来種の繁殖計画と野生復帰などの保護活動が行われている。ガラパゴスゾウガメは大型の草食動物として諸島の生態系の中で重要な地位を占めているが、食肉や油を目的とした船乗りや初期の植民者に乱獲されて過去3世紀の間に生息数が大幅に減少しており、2017年現在ではガラパゴス諸島における保護活動の代表例として知られている。

### 飼育個体

#### ディエゴ
ディエゴはエスパニョラゾウガメ C. hoodensis の個体。正確な時期は不明だが1900年以降の学術的調査で捕獲されて以来米国カリフォルニア州のサンディエゴ動物園で飼育されていたが、1977年にガラパゴス諸島に戻された。当時、チャールズ・ダーウィン研究所では1960年代に14頭まで減少したエスパニョラゾウガメを全て保護して繁殖計画を実施しており、ディエゴは3頭目のオスとしてこの計画に加わることになった。遺伝子学的解析から繁殖計画で生まれ島に返されたカメの両親の組み合わせには偏りがあることが確認されており、ディエゴ以外のオス2頭とはほとんど交配しなかったメスもいたことから、Michel C. Milinkovitchらはディエゴの存在は繁殖計画において重要だったと述べている。

#### ハリエット
ハリエットはカメ目最高齢の個体とされていたガラパゴスゾウガメ。2006年6月23日にオーストラリア動物園で死亡したが、当時の推定年齢は175歳だった。形態学的解析からサンタクルスゾウガメまたはサンサルバドルゾウガメだと推定されていたが、外見では区別できなかった。チャールズ・ダーウィンは1835年にガラパゴス諸島からフロレアナゾウガメ、サンクリストバルゾウガメ、サンサルバドルゾウガメの3種を持ち帰っており、ハリエットはこの内の1頭ではないかと考えられていたが、DNA解析の結果ダーウィンが訪れたことのない島の固有種であることが確認された。

#### ロンサム・ジョージ
ピンタゾウガメ最後の1頭とされる。1972年に保護されてから2012年6月24日に死亡するまでサンタ・クルス島のトータス・センターで保護されていた。